# Pitkämäki (Turku)
Pour les articles homonymes, voir Pitkämäki.
Pitkämäki est un quartier des districts de centre-ville, Länsikeskus et de Naantalintie à Turku en Finlande.

## Description
Situé au nord-est du centre-ville, Pitkämäki est le seul quartier de Turku dont les subdivisions appartiennent à trois districts différents. 
La zone industrielle appartient au district du centre-ville, la zone résidentielle à haute densité de Suikkila à Kuninkoja et à la zone résidentielle à faible densité de Muhkuri à Naantalintie.
Le centre commercial Manhattan est situé à Pitkämäki. 
En face, de l'autre côté de la voie rapide de Naantali , le centre postal de Turku qui a fonctionné du début des années 1990 au milieu des années 2010,est aujourd'hui principalement utilisé par des entreprises de logistique.
Dans le coin sud-est de Pitkänmäki, à l'endroit où la voie rapide de Naantali se divise  en Koulukatu et Puistokatu, Kontio & Kontio, une entreprise de poisson d'OTK (fi), fonctionnait au XXe siècle. 
Son terrain fait maintenant partie du dépôt de VR-Yhtymä Oy.

## Galerie

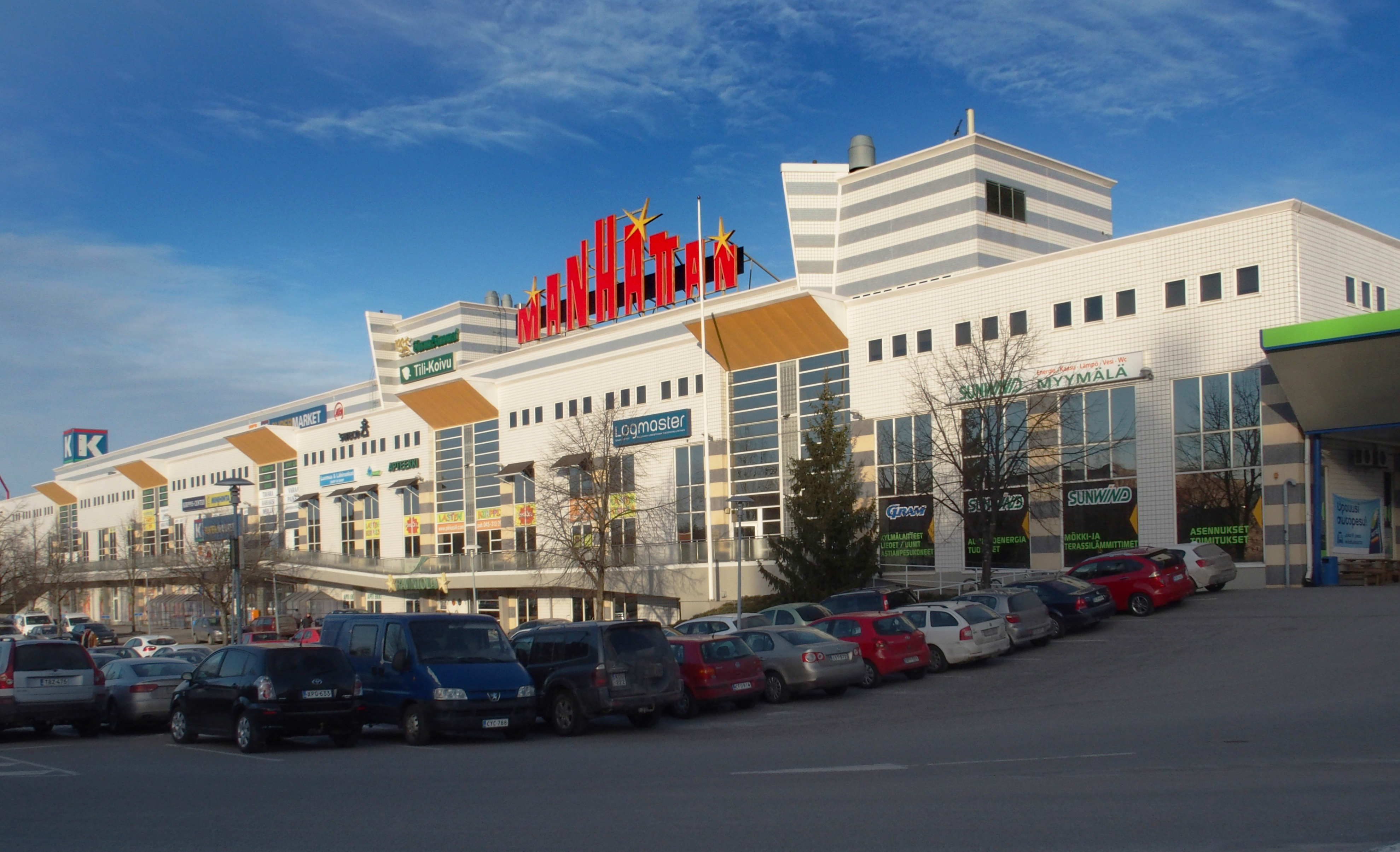
Centre commercial Manhattan.

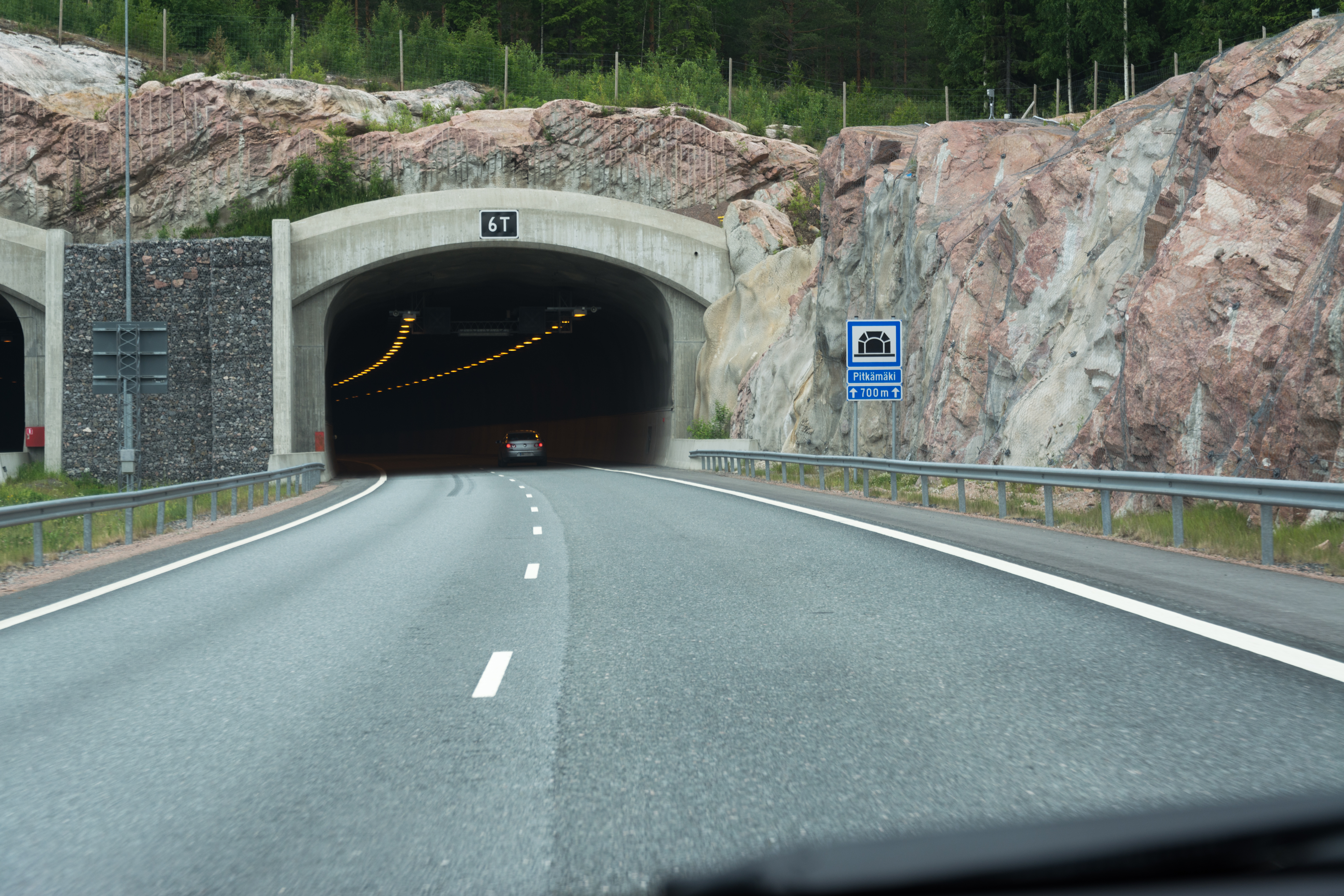
Tunnel de Pitkämäki.
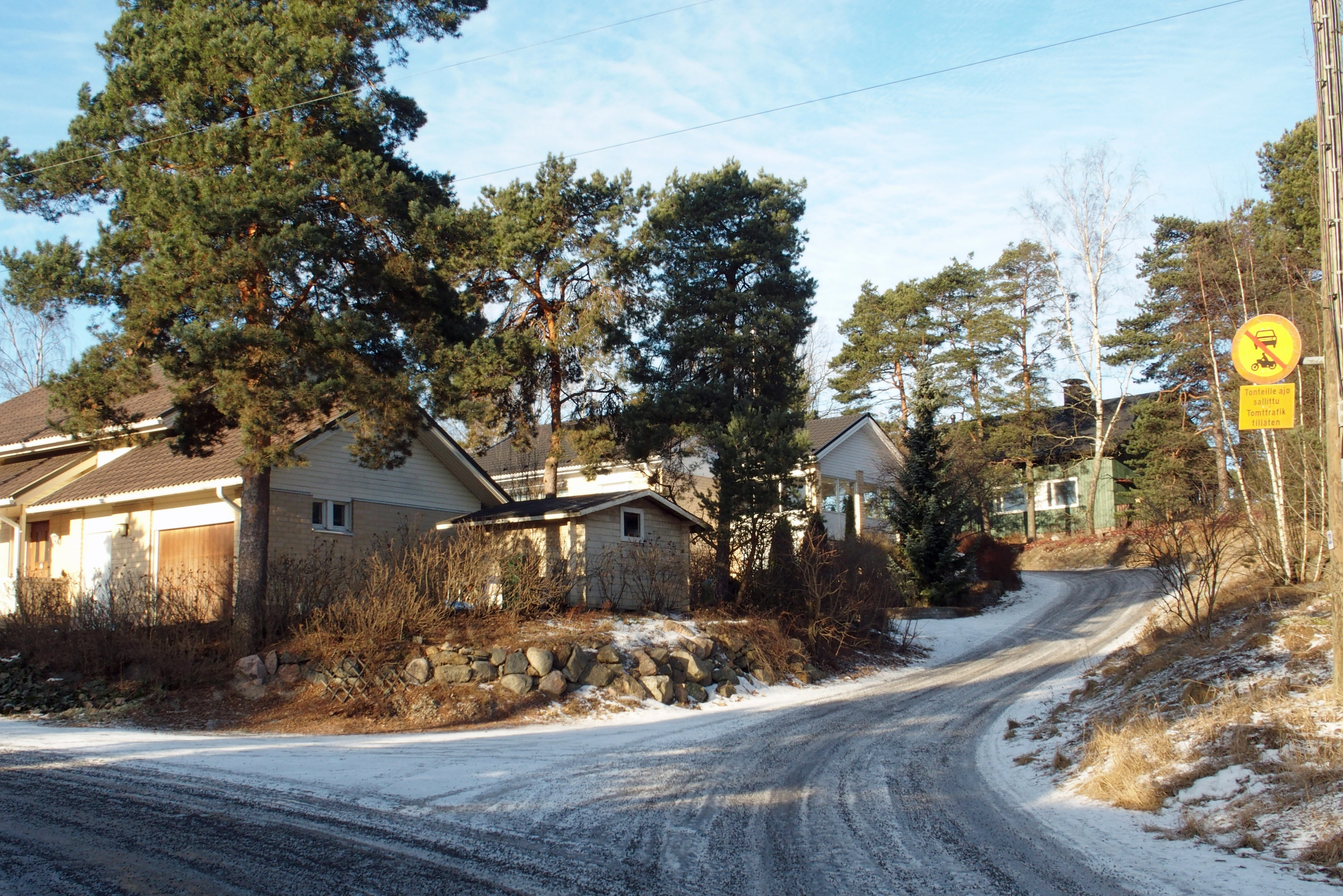
Villamäenkuja.
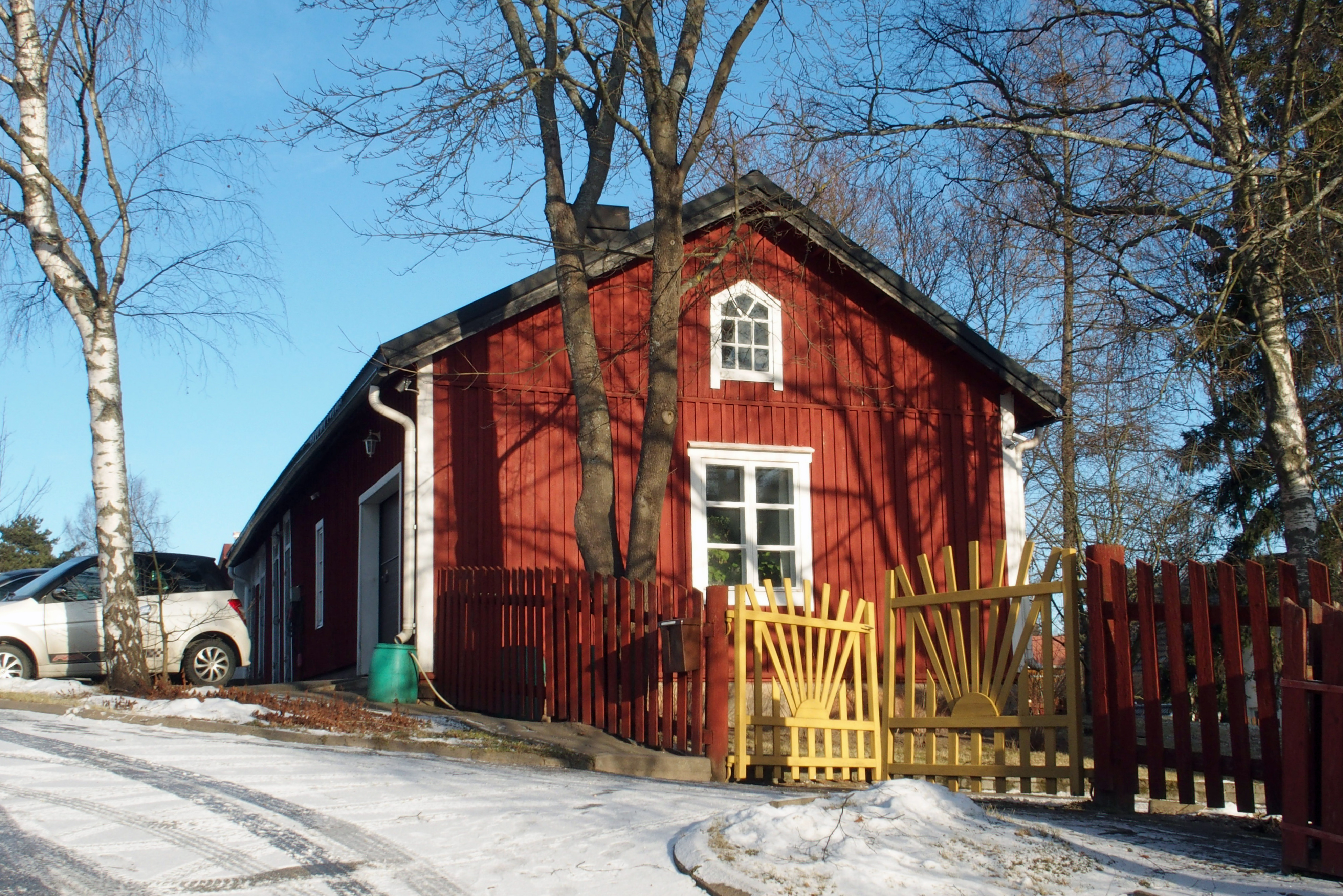
Chalet de Pitkämäki.
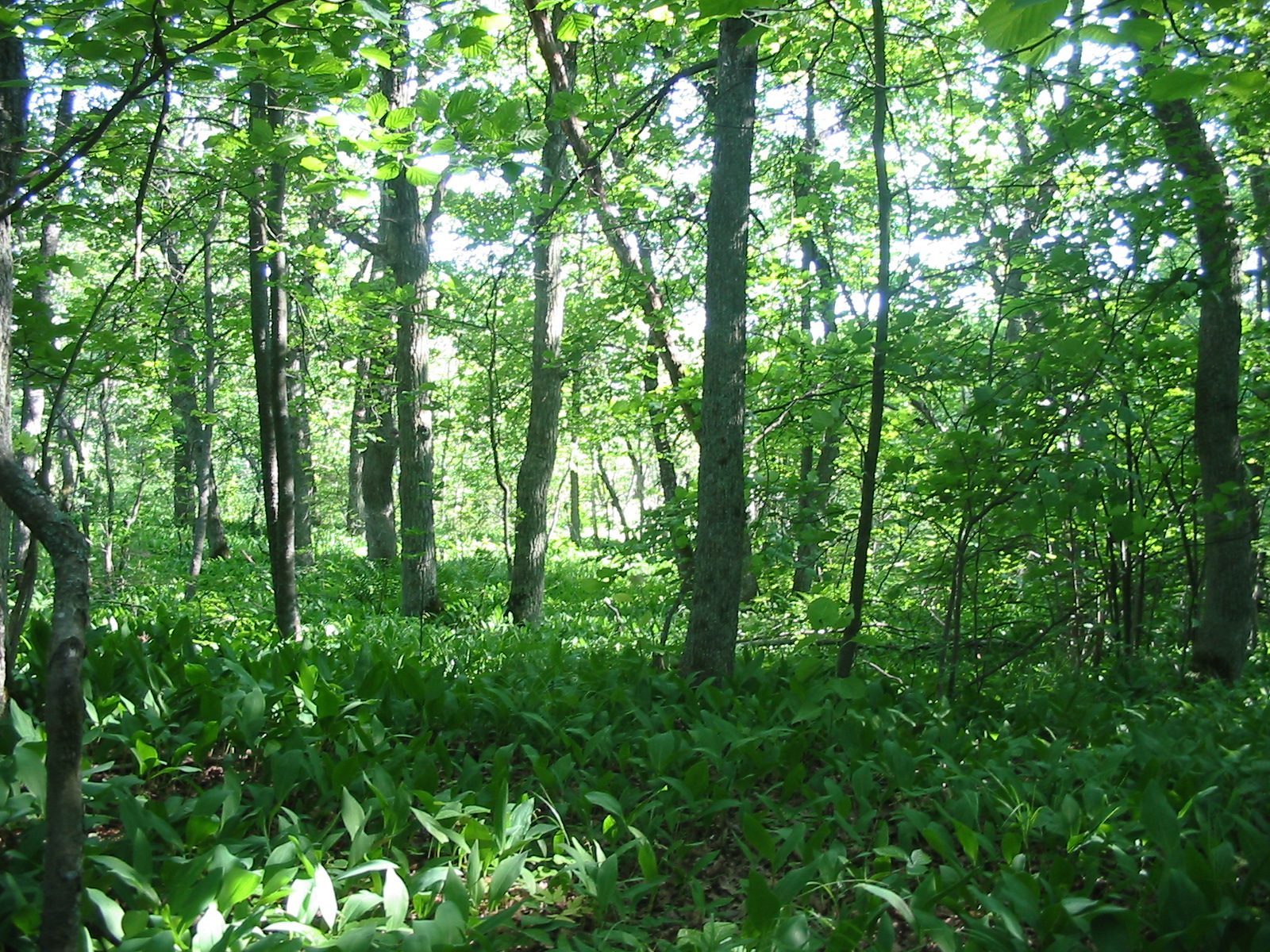
Muhkurinmäki